# Kajaanin Hokki
Kajaanin Hokki ist ein finnischer Eishockeyverein in Kajaani, der 1968 gegründet wurde und seit 2019 erneut in der Mestis spielt. Ihre Heimspiele absolviert die Mannschaft von Hokki in der 1400 Plätze fassenden Kajaanin Jäähalli. Der Spielbetrieb der Profimannschaft wird durch die Kajaanin Edustushokki Ry, eine Betreibergesellschaft, durchgeführt. Hokki betreibt eine Partnerschaft mit Kärpät Oulu, wobei Hokki als Farmteam des Erstliga-Clubs fungiert.
In der Saison 2001/02 gewann Hokki die Meisterschaft der Suomi-sarja. In der Mestis-Saison 2006/07 errang Hokki erstmals die Mestis-Meisterschaft, ein Jahr später erreichte das Team den zweiten Platz der Mestis.
2017 schaffte Hokki den Ligaerhalt in der Mestis-relegation, musste aber in der Sommerpause sich aus finanziellen Gründen aus der Mestis zurückziehen und erhielt eine Lizenz für die Suomi-sarja. 2019 gelang mit dem Meistertitel in der Suomi-sarja die Rückkehr in die Mestis.

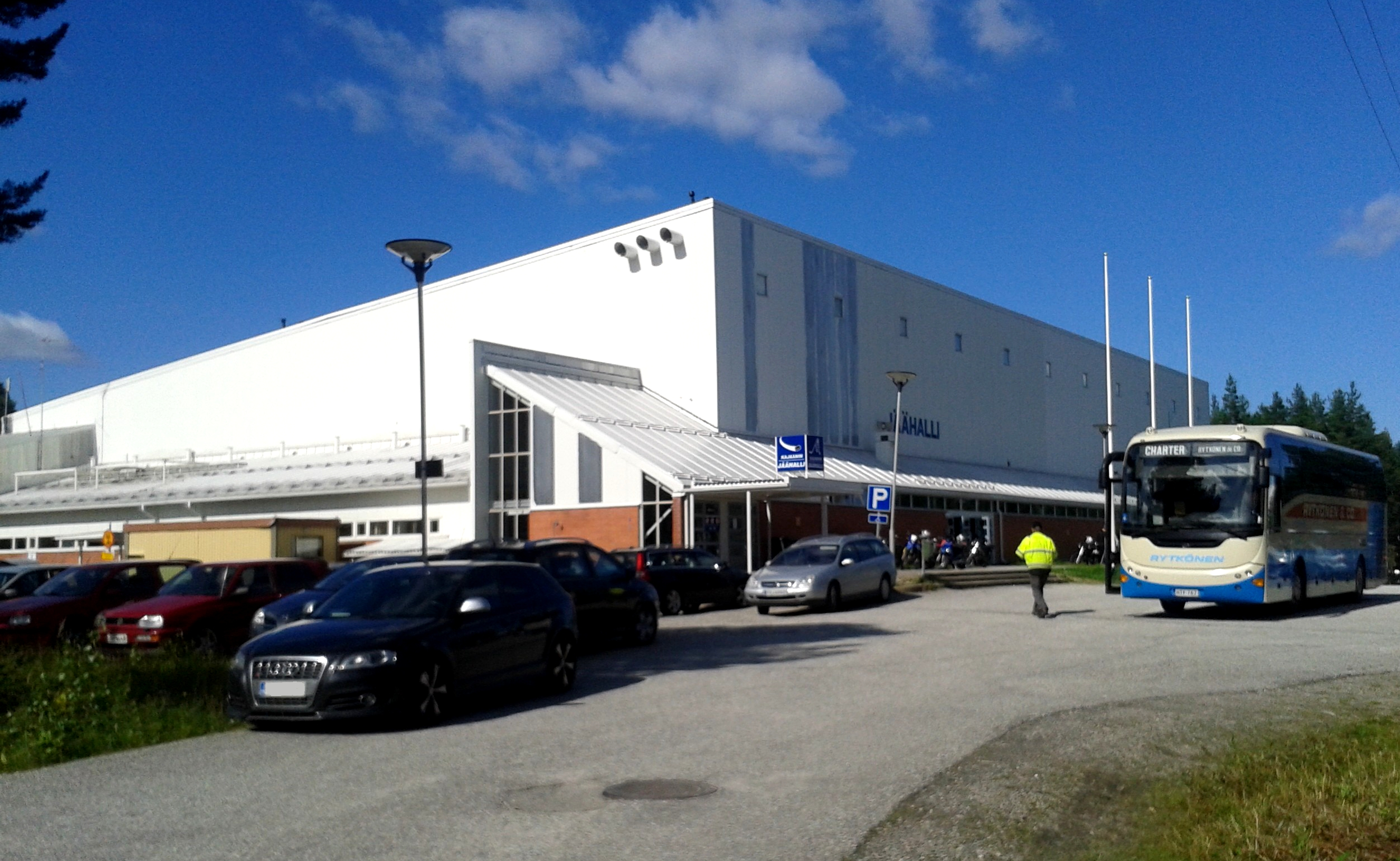
Kajaanin jäähalli

## Bekannte ehemalige Spieler
- Atte Engren
- Antti Erkinjuntti
- Pasi Häkkinen
- Sasu Hovi
- Sami Kaartinen
- Petri Koivisto
- Lauri Lahesalu
- Joni Liljeblad
- Petr Mocek
- Tomi Mustonen
- Jean-Philippe Paré
- Janne Pesonen